# Quiroga (Familienname)
Quiroga ist ein Familienname aus dem spanischen Sprachraum.

## Herkunft und Bedeutung
Quiroga ist entweder ein Wohnstätten- oder ein Herkunftsname. Als Wohnstättenname geht er auf den Pflanzennamen Queiroga (deutsch: Besenheide oder Heidekraut) zurück. Als Herkunftsname erfolgte die Benennung nach dem Siedlungsnamen Quiroga.

## Namensträger
- Arantza Quiroga (* 1973), spanische Politikerin
- Cecilia Medina Quiroga (* 1935), chilenische Menschenrechtlerin
- Facundo Quiroga (Schachspieler) (* 1957), argentinischer Schachspieler
- Facundo Quiroga (Fußballspieler) (* 1978), argentinischer Fußballspieler
- Fernando Quiroga y Palacios (1900–1971), spanischer Geistlicher, Erzbischof von Santiago de Compostela
- Germán Quiroga Gómez (* 1951), bolivianischer Politiker
- Hernan Marcelo Quiroga Rojas (* 1977), bolivianischer Tennisspieler
- Horacio Quiroga (1878–1937), uruguayischer Schriftsteller
- Jorge Quiroga Ramírez (* 1960), bolivianischer Politiker, Präsident 2001 bis 2002
- Jorge Soria Quiroga (* 1936), chilenischer Politiker
- José Antonio Quiroga Chinchilla (1898–1968), bolivianischer Politiker
- Juan Quiroga (Fußballspieler, 1973) (Juan Antonio Quiroga Rojas; * 1973), chilenischer Fußballspieler
- Juan Quiroga (Fußballspieler, 1982) (Juan Leandro Quiroga; * 1982), argentinischer Fußballspieler
- Juan Facundo Quiroga (1788–1835), argentinischer Caudillo
- Juan de Lugo y de Quiroga (1583–1660), spanischer Jesuit und Kardinal
- Julietta Quiroga (* 1988), argentinische Skirennläuferin
- Julio César Anderson Quiroga (1947–2021), guatemaltekischer Fußballspieler
- Luis Augusto Castro Quiroga (1942–2022), kolumbianischer Ordensgeistlicher, Erzbischof von Tunja
- Manuel Quiroga Losada (1892–1961), spanischer Violinist und Komponist
- Marcelo Quiroga Santa Cruz (1931–1980), bolivianischer Politiker
- Mauro Quiroga (* 1989), argentinischer Fußballspieler
- Ramón Quiroga (Fußballspieler) (* 1950), peruanischer Fußballspieler und -trainer
- Ramón Quiroga (Boxer) (* 1997), argentinischer Boxer
- Robert Quiroga (1969–2004), US-amerikanischer Boxer
- Roberto Quiroga (1911–1965), argentinischer Tangosänger und -gitarrist
- Rodrigo Quiroga (* 1987), argentinischer Volleyballspieler
- Rodrigo de Quiroga López de Ulloa (1512–1580), spanischer Konquistador und Gouverneur von Chile
- Rosita Quiroga (1896–1984), argentinische Tangosängerin, -dichterin und -komponistin
- Vasco de Quiroga (um 1470–1565), spanischer Geistlicher, erster Bischof von Michoacán